# نامبئو
نامبئو (انگلیسی: Numbeo) یک پایگاه جمع‌سپاری جهانی در صربستان است که شاخص قیمت مصرف‌کننده ، آمار جرم و جنایت و جنایت و کیفیت مراقبت های بهداشتی و سایر آمارها را جمع آوری می کند. داده‌های نامبئو مورد بررسی داوری همتا قرار نمی گیرد، و ممکن است توسط هر کسی که به وب‌سایت دسترسی پیدا می‌کند نوشته یا تغییر کند و به همین دلیل مورد انتقاد قرار گرفته است. 

## عملکرد
نامبئو که در آوریل ٢٠٠٩ به عنوان یک "پایگاه داده مشترک آنلاین" تاسیس شد که کاربران می توانند با آن "اطلاعات مربوط به هزینه زندگی را بین کشورها و شهرها به اشتراک گذاشته و مقایسه کنند". نامبئو زیر مجموعه شرکت نامبئو دوو است که در صربستان  توسط شخصی به نام ملادن آداموویچ بنیانگذاری شده است.

## همچنین ببینید
- فریب
- پروپاگاندا